# جيفري جون وولف
جيفري جون وولف (مواليد 21 ديسمبر 1998) هو لاعب كرة مضرب أمريكي، أفضل ترتيب له كان ال72 وحصل عليه في سبتمبر 2022.

## روابط خارجية
- جيفري جون وولف على موقع رابطة محترفي التنس (الإنجليزية)
- جيفري جون وولف على موقع الاتحاد الدولي لكرة المضرب (الإنجليزية)